# Sudamericano de Rugby A 2019
El Sudamericano de Rugby A de 2019 fue la 41.ª edición del torneo.
En esta oportunidad, al igual que el año anterior, se disputará con seis selecciones acomodadas en dos series y cada participante enfrentará solo a los equipos de la otra serie. Además, se confeccionará una tabla general para determinar al campeón.

## Equipos participantes
| - Selección de rugby de Brasil (Los Tupís) - Selección de rugby de Chile (Los Cóndores) - Selección de rugby de Colombia (Los Tucanes) | - Selección de rugby de Argentina XV (Argentina XV) - Selección de rugby de Paraguay (Los Yacarés) - Selección de rugby de Uruguay XV (Los Teros) |

## Posiciones
| Pos. | Equipo       | Encuentros | Encuentros | Encuentros | Encuentros | Tantos  | Tantos    | Tantos     | Puntos |
| Pos. | Equipo       | jugados    | ganados    | empatados  | perdidos   | a favor | en contra | diferencia | Puntos |
| ---- | ------------ | ---------- | ---------- | ---------- | ---------- | ------- | --------- | ---------- | ------ |
| 1    | Argentina XV | 3          | 3          | 0          | 0          | 196     | 6         | + 190      | 15     |
| 2    | Uruguay XV   | 3          | 3          | 0          | 0          | 115     | 75        | + 40       | 13     |
| 3    | Chile        | 3          | 1          | 0          | 2          | 88      | 104       | - 6        | 6      |
| 4    | Brasil       | 3          | 1          | 0          | 2          | 85      | 110       | - 25       | 5      |
| 5    | Colombia     | 3          | 1          | 0          | 2          | 70      | 130       | - 60       | 5      |
| 6    | Paraguay     | 3          | 0          | 0          | 3          | 33      | 162       | - 129      | 0      |

Nota: Se otorgan 4 puntos al equipo que gane un partido, 2 al que empate y 0 al que pierda
Puntos Bonus: 1 punto por marcar 3 tries o más de diferencia que el rival (BO) y 1 al equipo que pierda por no más de 7 tantos de diferencia (BD).

## Resultados
Confirmado el fixture y sedes del 6 Naciones de Sudamérica Rugby

### Primera fecha
| 11 de mayo, 15:00 | Colombia | 3 - 79 BO | Argentina XV | Estadio Cincuentenario, Medellín |  |
|                   |          | Reporte   |              |                                  |  |

| 11 de mayo, 15:30 | Paraguay | 10 - 66 BO | Brasil | Estadio Héroes de Curupaytí, Asunción |  |
|                   |          | Reporte    |        |                                       |  |

| 11 de mayo, 19:00 | Chile | BD 32 - 39 | Uruguay XV | Old Grangonian Club, Chicureo |  |
|                   |       | Reporte    |            |                               |  |

### Segunda fecha
| 18 de mayo, 15:00 | Colombia | BO 43 - 13 | Paraguay | Estadio Cincuentenario, Medellín |  |
|                   |          | Reporte    |          |                                  |  |

| 18 de mayo, 15:30 | Argentina XV | BO 55 - 3 | Chile | Tucumán Lawn Tennis, Tucumán |  |
|                   |              | Reporte   |       |                              |  |

| 18 de mayo, 16:00 | Brasil | 19 - 38 | Uruguay XV | Estadio José Liberatti, São Paulo |  |
|                   |        | Reporte |            |                                   |  |

### Tercera fecha
| 25 de mayo, 15:30 | Paraguay | 10 - 53 BO | Chile | Estadio Héroes de Curupaytí, Asunción |  |
|                   |          | Reporte    |       |                                       |  |

| 25 de mayo, 16:00 | Brasil | 0 - 62 BO | Argentina XV | Estadio Independencia, Belo Horizonte |  |
|                   |        | Reporte   |              |                                       |  |

| 25 de mayo, 18:00 | Uruguay XV | BO 38 - 24 | Colombia | Estadio Charrúa, Montevideo |  |
|                   |            | Reporte    |          |                             |  |

| Bandera de Argentina    |
| Campeón Argentina       |
| Trigésimo quinto título |